# Zlomené srdce (film)
Zlomené srdce (v originále A Change of Heart) je americký hraný film z roku 1998, který režíroval Arvin Brown. Film popisuje osudy středostavovské rodiny, jejíž členové se musejí vyrovnat s tím, že jeden z jejich členů je gay.

## Děj
Jim Marshall je lékař, který spoluzakládal kliniku na léčbu sluchového postižení. Jeho manželka Elaine zde pracuje jako manažerka. Mají dvě děti – Jesse, který má před maturitou, a o něco mladší Sarah. Jejich manželství se zdá být dokonalé a ničím nenarušené. Nicméně jednoho dne Elaine zjistí, že Jim udržuje poměr s jiným mužem. Tento fakt vede k narušení vztahů nejen mezi manžely, ale ovlivní i chování dětí vůči otci. 

## Obsazení
| Jean Smart             | Elaine Marshall    |
| John Terry             | Dr. Jim Marshall   |
| Phillip Geoffrey Hough | Jesse Marshall     |
| Shawna Waldron         | Sarah Marshall     |
| Gretchen Corbett       | Gail Stern         |
| Dorian Harewood        | Dr. Lewis Franklin |
| Patrick Kelly          | Phil Summers       |
| Ted Roisum             | Dr. Carl Wexler    |
| Craig Damon            | Daniel Bryan       |
| Ari Karczag            | Trey Farber        |
| David Gomes            | Dr. Gary Morgan    |
| Winslow Corbett        | Kelly              |
| Jan Brehm              | Loni Morgan        |